# Stilla flyter Don
Stilla flyter Don (originaltitel: Тихий Дон, Tichij Don) är en roman i fyra delar av Michail Sjolochov. Den skildrar kosacksamhällets sönderfall på Don under revolution och inbördeskrig. Romanen bidrog till att Sjolochov tilldelades Nobelpriset i litteratur 1965.

## Anklagelser om plagiat
Genom åren har flera olika anklagelser om plagiat framförts, det vill säga att det har hävdats att Sjolochov inte var den verklige författaren. Professorerna i slaviska språk Sven Gustavsson och Geir Kjetsaa samt Bengt Beckman gjorde 1984 med hjälp av datalingvistik troligt att Sjolochov är den verklige författaren till boken, medan Felix Philipp Ingold 2006 hävdade att verket är ett kompilat sammanställt av ett antal spökskrivare under GPU:s ledning.